# چارلز هاتون
چارلز هاتون FRS FRSE(به انگلیسی: Charles Hutton)(زاده ۱۴ اوت ۱۷۳۷ – درگذشته ۲۷ ژانویه ۱۸۲۳) ریاضی‌دان و نقشه‌بردار اهل انگلستان بود. او از سال ۱۷۷۳ تا ۱۸۰۷ استاد ریاضیات آکادمی نظامی سلطنتی، وولیچ بود. شهرت او به دلیل محاسبه چگالی زمین از روی اندازه‌گیری‌های نویل مسکلین است که در آزمایش شی‌هَلین جمع‌آوری شده بود.